# Lista Kawalerów Orderu Uśmiechu
Lista wszystkich odznaczonych Orderem Uśmiechu do marca 2019:

## A
- Abd Allah ibn Abd al-Aziz Al Su’ud
- Adil Abdel Aati
- Stanisław Adamczak
- Genowefa Adamczewska
- Tadeusz Adamiec
- Liliana Adamska
- Scott N. Adzick
- Czingiz Ajtmatow
- Majram Akajewa
- Abdullah Al–Rabeeah
- Alfreda Albingier
- Stanisław Aleksadrzak
- Ryszard Andrukiewicz
- Hubert Antoszewski
- Andrzej Arendarski
- Sead Arslanagić
- Beata Artemska
- Bartosz Arłukowicz
- Elżbieta Audycka
- Jan Aufderhaar
- Janina Awgulowa

## B
- Zofia Bagińska
- Barbara Bajda
- Grażyna Bajerska
- Tadeusz Balcerowski
- Franciszka Bałanda
- Eva Barabas
- Hieronim Henryk Baranowski
- Günter Barthel
- Agnija Barto
- Janusz Baszniak
- Jerzy Beblik
- Gerhard Behrendt
- Stanisław Bejger
- Józef Bekasiak
- Itzchak Belfer
- Bob Bellew
- Jerzy Berek
- Małgorzata Berger
- Anna Bernat
- Wasyl Bertasz(inne języki)
- Riet Berting van Meer
- Małgorzata Berwid
- Nina Biczuja
- Jan Bieniek
- Gabriela Bieńczak
- Maria Bigosińska
- Alicja Binert
- Andrzej Binert
- Jadwiga Bińczycka
- Ewa Blacha
- Maria Bliżanka-Bielińska
- Ewa Błaszczyk
- Jakub Błaszczykowski
- Janina Błaszczyszyn
- Wanda Błeńska
- Danuta Bobek
- Bolesław Bochniak
- Izabela Bochniak
- Katalin Boda
- Jerzy Bodalski
- Marta Bogdanowicz
- Urszula Bogobowicz
- Jan Bojko
- Petro Bojko
- Alicja Bombicka
- Witold Bońkowski
- Erich Borchardt
- Waleria Borkowska
- Henryk Borkowski
- Wirginia Borodzicz
- Henryk Borowski
- Marek Borowski
- Elżbieta Bortkiewicz
- Asen Bosew
- Maria Boukef
- Karol Bouquet
- Krzysztof Bramorski
- Andrzej Brandstetter
- Aleksander Brandt
- Jerzy Broszkiewicz
- Tadeusz Broś
- Zenon Brzewski
- Elżbieta Budny
- Aygun Bunyadzada
- Mariola Burcan
- Piotr Burcan
- Wanda Burek
- Jan Bury
- Strzeżywój Burzyński
- Kazimierz Burża
- Bohdan Butenko
- Mirosław Bzdyra

## C
- Antoni Capała
- Maria Carricondo
- Gordon Carter
- Jacqueline Caugvil
- Antoni Celmer
- Alina Centkiewicz
- Czesław Centkiewicz
- Stanisława Centkowska
- Nikos Chadzinikolau
- Bernadette Chirac
- Jacek Chlebda
- Henryk Chmielewski
- Marian Chmielewski[1]
- Jolanta Chmielik
- Bogusław Chmielowski
- Alfred Cholewiak
- Ewa Chotomska
- Wanda Chotomska
- Krystyna Chowańska
- Ewa Chrobak
- Maksymilian Chrobok
- Antoni Chrościcki
- Stanisław Chryc
- Cecylia Chrząścik
- Tadeusz Chudy
- Grzegorz Chwiałkowski
- Alicja Chybicka
- Krystyna Cichowicz
- Barbara Cielątkowska
- Henryk Ciuk
- Irena Conti Di Mauro
- Tadeusz Cozac[2]
- Sandor Cseko
- Tibor Csorba
- Václav Čtvrtek
- Antoni Cybulski
- Tadeusz Czapliński
- Zbigniew Czarnuch
- Cecylia Czartoryska
- Wiktor Czechowski
- Franciszek Czekała
- Zofia Czernicka
- Anna Czerwińska-Rydel
- Krystyna Czerwińska-Twarowska
- Maria Czerwińska
- Józef Czerwiński
- Mieczysława Czerwionka-Szaflarska
- Stefan Czugajewski
- Wacław Czyżycki
- Maria Czyżykowska-Karczewska

## D
- Ewa Dados
- Dalajlama XIV
- Aleksy Danielski
- Andrzej Danielski
- Danuta Dąbrowska
- Wiktor Dega
- Władysława Deka
- Christien Dekers
- Irina Demakova
- Zdzisław Dencikowski
- Kazimierz Deptuła
- Barbara Dębkowska
- Georg Dietrich
- Mattheus Dijkhuis Garardus
- Antoni Długosz
- Krystyna Dobosiewicz
- Włodzimierz Dobromilski
- Janusz Dobrosz
- Anna Dobrzańska
- Janusz Domagalik
- Grzegorz Dowlasz
- Weronika Dowlasz
- Barbara Drozdowska
- Józef Drożdż
- Piotr Dróżdż
- Tadeusz Dróżdż
- Elżbieta Drygas
- Andrzej Duda
- Herbert Duffner
- Mieczysław Dumieński
- Teresa Dutkiewicz
- Zbigniew Dworak
- Anna Dworakowska
- Anna Dymna
- Danuta Dziekańska
- Grzegorz Dzik
- Krzysztof Dzikowski
- Jerzy Dziopa
- Maria Dziura

## E-F
- Tada Eareckson
- Alex Eckert
- Cornelia Elzakkers
- Joanna Fabisiak
- Irene Fahle
- Marian Falski
- Krystyna Feldman
- Sarah Ferguson
- Timea Feszt
- Roman Ficek
- Arkady Fiedler
- Aleftina Fiedułowa Wasilewna
- Richard Fine
- Benjamin Fiore
- Roger Fisher
- Anna Formanowicz
- Jerzy Fornalik
- Franciszek[3]
- Jerzy Franckiewicz
- Janusz Francuz[4]
- Władysława Francuz[4]
- Piotr Fronczewski
- Czesław Frost
- Stanley Fryczyński

## G
- Dora Gabe
- Bogdan Gajewski
- Małgorzata Gambrych
- Mariusz Gargol
- Franciszek Garszczyński
- Janina Garścia
- Stefan Gawron
- Jan Gellert
- Dorota Gellner
- Elżbieta Gerlecka
- Kazimiera Gierczyk
- Ariadna Gierek-Łapińska
- Marian Gil
- Józef Glinkowski
- Genowefa Gocoł
- Elżbieta Golińska
- Krystyna Gondek
- Angelos Goulandris
- Niki Goulandris
- Maria Góralówna
- Jadwiga Górniak
- Janusz Grabiański
- Julian Grabowiecki
- Danuta Grabowska
- Jolanta Grabowska-Markowska
- Andrzej Grabowski
- Zbigniew Grabowski
- Krzysztof Gradowski
- Zygmunt Grajkowski
- James Grant
- Franciszek Graszczyński
- Mirosław Greluk
- Henrik Gremnik
- Sientie Gremnik
- Anatol Griszuk
- Barbara Grochal
- Maria Grochowska
- Władysław Grochowski
- Jacek Gromek
- Witold Gruca
- Michalina Gruszka
- Jerzy Grzelak
- Zdzisław Grzelak
- Zygmunt Grzesiak
- Władysław Grzybek-Kruszewski
- Bohdan Grzymała-Siedlecki
- Hanna Gucwińska
- Antoni Gucwiński
- Henryk Gulbinowicz
- Andrzej Gut-Mostowy
- Maria Gutry
- Balázsné Gyurkovics

## H
- Barbara Habich
- Judit Halasz
- Franciszek Halec
- Irena Halt
- Stefan Halt
- Jerzy Hamerski
- Natalia Han-Ilgiewicz
- Jan Hanas
- Zygmunt Haniaczyk
- Ryszarda Hanin
- Karolina Hanowerska
- Reinbrecht Hansheins
- Dagmar Havlová
- Hubertus Hejnen
- Franciszek Helak
- Helena Helak
- Henryk Helwing
- Sief Hendriks
- Zbigniew Herman
- Henryk Hermanowicz
- Mirosław Hermaszewski
- Josef Hitchcock
- Danuta Hoenl
- Sylwia Holletschek
- Manfred von Holletschek
- Mariko Hosokawa
- Roman Hrabar
- Jolanta Huebner
- Jolan Hunya
- Alekpier Huseynow

## I-J
- Wiesław Ibek
- Zbigniew Idziałkowski
- Gawriił Ilizarow
- Setsuko Iwaki
- Maria Iwanowa
- Sławomir Izak
- Grzegorz Jach
- Katalin Györgyné Jahn
- Marek Jakubowski
- Jan Paweł II
- Piotr Janaszek
- Maria Janik
- Eva Janikovszky
- Leszek Jankiewicz
- Tomasz Jankiewicz
- Zofia Jankowiak
- Bogusław Jankowski
- Stanisław Jankowski
- Alina Janowska-Zabłocka
- Zbigniew Janowski
- Tove Jansson
- Paweł Januszewicz
- Hanna Januszewska
- Sabina Januszko
- Krzysztof Jańczak
- Maria Jarochowska
- Paweł Jaros
- Mirosław Jarosiński
- Barbara Jaroszewska-Kościuszko
- Franciszek Jaroszewski
- Danuta Jaskólska
- Jadwiga Jasny-Mazurek
- Jadwiga Jastrząb
- Bogusławska Jaworska
- Jerzy Jedliński
- Kazimierz Jednoróg
- Teresa Jednoróg
- Kalina Jerzykowska
- Ignacy Jeż
- Majka Jeżowska
- Otylia Jędrzejczak
- Edward Jozajtis(inne języki)
- Michał Józefczyk
- Adela Jungowska
- Janusz Jurasz
- Irena Jurgielewiczowa
- Henryk Jużykiewicz

## K
- Maciej Kaczmarski
- Tadeusz Kaczor
- Bogusław Kaczyński
- Zofia Kaiser
- Eva Kajibas
- Tadeusz Kalicki
- Tadeusz Kamionka
- Siegfried Kapherr von Hoffman
- Krystyna Karczewska
- Jerzy Karwowski
- Grzegorz Kasdepke
- Józef Kasprzak
- Romana Kaszczyc
- Wanda Kawalec
- Irena Kąkolecka
- Mirosława Kątna
- Louis Keith
- Burns Kelli
- Dorota Kempka
- Eunice Kennedy Shriver
- Ludwik Kern
- Alicja Kędzia
- Eugeniusz Kępa
- Zygmunt Kęstowicz
- Elizabeth Kiegler
- Ryszard Kiełek
- Ian Kiernan
- Andrzej Kieruzalski
- Adam Kilian
- Władysław Klementowski
- Franciszek Klim
- Zenon Klimaszewski
- Maria Klimaszyk
- Jerzy Klinik[5]
- Władysława Klinowska
- Rita Kłoszewska
- Leon Knabit
- Aleksander Knap
- Teresa Knura
- Tadeusz Knysz
- Stanisław Kober
- Bolesław Kobus
- Kazimierz Kobus
- Szymon Kobyliński
- Danuta Kocielińska
- Roman Kocieliński
- Maria Kolago
- Jerzy Kolecki
- Wiesław Kołak
- Izabela Kołecka
- Henryk Kompała
- Stanisław Konarzewski
- Ryszard Konior
- Lech Konopiński
- Wim Konters
- Stanisława Kopacka
- Hilary Koprowski
- Andrzej Korgol
- Władysław Korkuć
- Irena Kornatowska
- Władysław Kostecki
- Zbigniew Kostewicz
- Zenon Kostrzewski
- Kazimierz Koś
- Marek Kotański
- Jan Kotas
- Wiaczesław Kotionoczkin
- Elżbieta Kowalczyk
- Maria Kowalczykowa
- Janina Kowalska
- Stanisław Kowalski
- Szczepan Kowalski
- Maria Kownacka
- Wiera Kozłowska
- Mieczysław Kozłowski
- Witold Kozłowski
- Margarita Kozyr
- Irena Koźmińska
- Wiesława Krajewska
- Józef Krajnik
- Antoni Kraus
- Ryszard Krauze
- Barbara Krężołek-Paluch
- Łucjan Królikowski
- Stanisław Krupa
- Daniela Krupska
- Władysław Kruszewski
- Lech Krychowski
- Maria Kryńska
- Roman Krzyk
- Stanisław Krzywiński
- Bronisław Księżopolski
- Adela Kubala
- Władysława Kuczyńska
- Czesław Kuczyński
- Jerzy Kujawski
- Paweł Kukiz
- Stanisław Kukuryka
- Dominika Kulczyk
- Piotr Kuler
- Marian Kulig
- Joanna Kulmowa
- Jolanta Kuńska
- Danuta Kuroń
- Jacek Kuroń
- Jan Kurp
- Weronika Kuryło
- Kazimierz Kuziemski
- Jolanta Kwaśniewska
- Aleksander Kwaśniewski
- Hanna Kwiatkowska-Tulczyńska
- Irena Kwiatkowska
- Małgorzata Kwiatkowska
- Andrzej Kwiatkowski
- Krystyna Kwiecień-Dziopa
- Stanisław Kwieciński

## L-Ł
- Henry Labouisse
- Antoni Lach
- Marian Lackowski
- Edward Lawera
- Irena Lazari
- Henryk Leczykiewicz
- Jan Lećkowski
- Ryszard Lenartowicz
- Zbigniew Lengren
- Paul Levenberger
- Robert Lewandowski
- Lidia Lewicka
- Halina Lewińska
- Cezary Leżeński
- Halina Lic
- Sophie Lillingston
- Rocco Lima
- Astrid Lindgren
- Jan Litwiński
- Chester Lobrow
- Jadwiga Lobrow
- John Lubicky
- Halina Lubicz-Kirszke
- Zygmunt Lubieniecki
- Roma Ludwicka
- Jacek Ludwiczak
- Janina Luedkowa
- Teresa Łankowska
- Maria Łopatkowa
- Alojzy Łuczak
- Teresa Łuszcz
- Henryk Łyczek
- Maria Łyczko

## M
- Franciszek Macharski
- Abramowicz Machno
- Stanisław Machowiak
- Halina Machulska
- Kurzawa Maciejewska
- Jadwiga Mackiewicz
- Henryk Maćkowiak
- Edward Madys
- Peter Maffay
- Oleg Maiboroda
- Aleksandra Majewska
- Waldemar Makarewicz
- Leokadia Malanowska
- Bolesław Malec
- Edward Malec
- Maria Malecka
- Wacław Maliszewski
- Krzysztof Małachowski
- Iwan Małkowycz
- Nelson Mandela
- Mirosław Mandryga
- Sławomir Mandryga
- Czesław Marchewicz
- Edward Marchocki
- Marian Marchow
- Zofia Marcinek
- Tadeusz Marciniak
- Włodzimierz Marciniak
- Alina Margolis-Edelman
- Jean Claude Mariaud
- Ria Marijnissen
- Roberto Marinho
- Irena Markunina
- Irena Markuszewska
- Halina Marszał-Sroczyńska
- Adelika Martić
- Seigfried Maser
- Józef Mateja
- Matka Teresa z Kalkuty
- Teresa Matulka
- Robert Mayer
- Leszek Mech
- Adam Mendak
- Marek Michalak
- Maria Michalik-Tałuć[6]
- Siergiej Michałkow
- Eugeniusz Miętus
- Gwidon Miklaszewski
- Henryk Mikołajczyk
- Maria Mikołajczyk
- Mirosław Mikulski
- Wacław Milke
- Leszek Miller
- Kaya Mirecka-Ploss
- Maria Misiorny-Fitz
- Agata Młynarska
- Joseph Moerman
- Jacek Moll
- Jadwiga Moll
- Bert Mooren
- Bronisław Mordak
- Henryk Moroz
- Bibiana Mossakowska
- Benon Mostowski
- Ignacy Moś
- Anna Mountbatten-Windsor
- Bolesław Mroczkowski
- Krystyna Mrugalska
- Stanisław Murzyn
- Małgorzata Musierowicz
- Irena Muskus
- Danuta Muszyńska-Zamorska
- Heliodor Muszyński

## N
- Szlomo Nadel
- Elżbieta Nagłowska
- Maria Należyty
- Szejcha Moza Bint Nasser
- Władysław Nehrebecki
- Leszek Niedźwiecki
- Edmund Niziurski
- Gunvor Nordlund
- Zbigniew Nosek
- Arkadiusz Nowak
- Danuta Nowak
- Henryk Nowak
- Joanna Nowak
- Józef Nowak
- Sylwester Nowak
- Měrćin Nowak-Njechorński
- Józef Nowakowski[7]
- Tadeusz Nowakowski
- Roman Nowicki
- Wojciech Nowicki

## O
- Siergiej Obrazcow
- Rade Obrenović
- Wiesław Ochman
- Janina Ochojska
- Longin Jan Okoń
- Halina Okuszko
- Stanisława Oleksiuk
- Stanisław Olesiak
- Jan Oleszczuk
- Jarosław Oleszczuk
- Elżbieta Olszewska
- Halina Olszewska
- Alfredo Orbegoso Pomeras
- Maria Orkisz
- Andrzej Orlik-Grzesik
- Irena Orlik-Grzesik
- Władysław Ornowski
- Jerzy Orłowski
- Edmund Oses
- Zygmunt Ostrowski
- Edward Osuch
- Małgorzata Osuch
- Marian Osuch
- Tomasz Osuch
- Andrzej Otrębski
- Lech Otta
- Jerzy Owsiak
- Jan Ozaist
- Hanna Ożogowska

## P
- Ryszard Pacławski
- Stanisław Paczkowski
- Stanisław Pagaczewski
- Farah Pahlawi
- Christian des Pallieres
- Maria des Pallieres
- Barbara Paluchowa
- Aleksander Pałac
- Andrzej Pałka
- Barbara Panaś
- Marian Panek[8]
- Helena Pantaleoni
- Urszula Pańko
- Joanna Papuzińska
- Rivka Parciak
- Erwin Pasterny
- Waldemar Pawlak z Turka
- Janina Pawzun
- Wincenty Pepel
- Bolesław Perl
- Christina Persson
- Henryk Perzyński
- Zbigniew Petri
- Switłana Petrowska
- Halina Pędziwiatr-Karbowska
- Renata Piątkowska
- Leon Piecuch
- Andrzej Pieniak
- Karol Pieśniak
- Jan Pietrzyk
- Marian Pięgot
- Jacek Pikuła
- Radek Pilař
- Shankar Pillai
- Krystyna Piotrowska
- Irena Piotrowska-Wesołowska[9]
- Leszek Ploch
- Marek Plura
- Maria Płoskoń
- Stanisław Płoskoń
- Sławomir Pocztarski
- Wiesław Podgórski
- Jadwiga Podrygałło
- Tomasz Polkowski
- Eugeniusz Poniatowski
- Janina Porazińska
- Eleonora Pośrednik
- Jan Potrykus
- Anna Preś
- Irena Prewysz-Kwinto
- Zdzisław Pręgowski
- Adam Prochaski
- Krystyna Prokop-Kinicka
- Marian Pruszczyński
- Henryka Przesmycka
- Jan Przewłocki
- Jerzy Przybylski
- Roman Przybyłowicz
- Janusz Przymanowski
- Stanisław Puchalski
- Jacek Puchała
- Kazimierz Pussak
- Drago Putniković
- Helena Pyz

## R
- Karl Rabus
- Zofia Raciborska
- Bogdan Radecki
- Christopher Radko
- Alina Radkowska
- Bohdan Radkowski
- Julian Radziewicz
- Marian Radziszewski
- Joanna Radziwiłł
- Franciszek Rajewski
- Ewa Rajkow-Krzywicka
- Teresa Rajska
- Audrius Rakauskas
- Sylwester Raniś
- Stanisław Raymont
- B.A. Reddy
- Henryk Reich
- Eleonora Reicher
- Hans Reinprecht
- Zbigniew Religa
- Wira Remażewska
- Andrzej Renes
- Władysław Reniewiecki
- Małgorzata Reszka-Oleksiak
- Cyril Ritchie
- Duszan Roll
- Stefan Romanowski
- Stefan Romecki
- Danuta Ronge
- Ekkerhard Rosing
- Hamelore Rosing
- Danuta Rosner
- Ettore Rossi
- Krzysztof Rostek
- Miriam Rot
- Piotr Rotter
- J.K. Rowling
- Tadeusz Rozpara
- Zofia Różycka
- Nicole Rudenko
- Zbigniew Rudkowski
- Jan Rudnik
- Rolf Ruppert
- Anna Rüster
- James Rutka
- Tadeusz Rutkowski
- Witold Rużyłło
- Eugeniusz Rybałko
- Maria Rybarczyk
- Zbigniew Rychlicki
- Paweł Ryczek
- Sue Ryder
- Ryszard Rynkowski

## S-Ś
- Aleksandra Sachaliniuk
- Piotr Sadkiewicz
- Danuta Sadowczyk
- Zofia Sadżak
- Janina Sagatowska
- Tibor Sagi
- Melitta Sallai
- Stasė Samulevičienė Vasiliauskaitė
- Irena Santor
- Maria Sapieżyna
- Renata Sapieżyna
- Danuta Saul-Kawka
- Teodora Sawczynska-Łatyk
- Edmund Sawicki
- Piotr Sawicki
- Monika Schutz-Bettwy
- Jadwiga Sempolińska-Uzarowicz
- Zdzisław Sender
- Irena Sendlerowa
- Zbigniew Sendułka
- Leokadia Serafinowicz
- Sargent Shriver
- Gisela Siebe
- Maria Sieniawska
- Stanisław Sieradzki
- Igor Sikirycki
- Adam Sikoń
- Stanisława Sikorska
- Krzysztof Sitkowski
- Janusz Skalski
- Stanisław Skalski
- Izaak Skałka
- Henryk Skarżyński
- Teresa Skibicka
- Lesław Skinder
- Tomasz Skóra
- Sławomir Skrodzki
- Witold Skrzypczyk
- Teresa Skudniewska
- Adam Słodowy
- Zofia Słowińska
- Henryk Smagliński
- Urszula Smoczyńska
- Felicja Sobańska
- Anna Sobiesiak
- Przemysław Sobieszczuk
- Edmund Sobiś
- Stanisław Sobiś
- Robert Sobol
- Antoni Sochor
- Henryka Sokołowska
- Jarosław Sokołowski
- Zofia Solarczyk
- Ryszard Soroko
- Edward Sośnierz
- Anna Sowa
- Stanisław Speczik
- Donka Śpićek
- Steven Spielberg
- Zenon Sroczyński
- Mira Stanisławska-Meysztowicz
- Lidia Stankiewicz-Kiełczewska
- Andrzej Starmach
- Wodzimierz Steciak
- Władysław Stefański
- Will Stevens
- Stanisław Stępień
- Zofia Stolarczyk
- Małgorzata Stolarska
- Johannes Stoop
- Freiherra Strachwitz von Wolfram
- Halina Strugała-Stawik
- Zdzisław Strzemieczny
- Jerzy Stuhr
- Stefan Stuligrosz
- Maria Stypułkowska-Chojecka
- Iwan Suchyj
- James Hubert Sullivan
- Michal Sumiński
- Efua Suntherland
- Krystyna Suwiczak
- Zofia Sułek
- Łarysa Swerdnyk
- Ewek Switek
- Zdzisław Syldatk
- Sylwia Sommerlath
- Stanisław Szadkowski[10]
- Izabela Szafrańska-Słupecka
- Stanisław Szarek
- Wiktor Szałkiewicz
- Lucjan Szczepanik
- Joanna Szczepańska
- Jan Szczepański
- Olech Szczepski
- Jadwiga Szczuka
- Roman Szeląg
- Ewa Szelburg-Zarembina
- Martha-Elizabeth Szilagyi
- Alfred Szklarski
- Fred Szlapiński
- Janusz Szopa
- Sylwester Szostak
- Stanisław Szperling
- Stanisław Szponder
- Jacek Szrek
- Jadwiga Sztrumf
- Alicja Szubartowska
- Andrzej Szubert
- Regina Szubstarska
- Wanda Szuman
- Krzysztof Szupiluk
- Maria Szupiluk
- Stella Szustaczek
- Stanisław Szwalbe
- Rudolf Szydło
- Halina Szyfer
- Klara Szymańska
- Maria Szymańska[5]
- Tadeusz Szymański
- Karol Szymura
- Stanisława Ścigacz
- Dorota Ścigajło
- Krystyna Ściwiarska
- Maciej Śliwerski
- Paweł Śliwko
- Janusz Światkowski
- Lucjan Światkowski
- Edward Świątek
- Stanisława Świerz
- Grażyna Świtała

## T
- Włodzimierz Tabjan
- Angelika Tabula
- Nicolae Tanase
- Jadwiga Targańska
- Tadeusz Taworski
- Gregory Taylor
- Wanda Tazbirówna
- Jerry Temanson
- Aszo Ter-Grigorian
- Władysław Terlecki
- Jerzy Timmler
- Zygfryd Tomanek
- Marta Tomaszewska
- Stanisław Tomaszewski
- Jan Toniak
- Marian Trachimowicz
- Wanda Traczyk-Stawska
- Bogdan Trojanek
- Marek Trokenheim
- Jeno Trombitas
- Henryka Trzeszczkowska
- Jan Twardowski
- Dariusz Tylki
- Anna Tylki-Szymańska
- Eleni Tzoka

## U-Y
- Andrzej Umiastowski
- Yalvac Ural
- Peter Ustinov
- Stanisław Uziel
- Mariele Ventre
- Werner Viehoff
- Flo Vik
- Maria-Claire Vioncet
- Barbara Wachowicz-Napiórkowska
- Wanda Wajda
- Czesław Wala
- Kurt Waldheim
- Krzysztof Walendzik
- Maria Walendzik
- Seweryna Waleriańczyk
- Czesława Waligóra
- Maria Walsh
- Bożena Walter
- Milton Waner
- Barbara Waśkowska
- Edmund Wawrzyński
- Halina Wąchała
- David Weinstein
- Marian Weiss
- Wacław Welczer
- Arnold Wellman
- Adolf Weltschek
- Wanda Wencel-Kokoszka
- J. Wenner
- Witold Werbliński
- Sawelij Wertejm
- Józef Wesołowski
- Antoni Weyssenhoff
- Robert Węgrzyk
- Grażyna Wichrowska
- Wanda Wiecha
- Henryk Wiechowski
- Janusz Wieczorek
- Zygmunt Wierus
- Ewa Wierzcholska
- Oprah Winfrey
- Hanna Witkowska
- Martyna Wojciechowska
- Andrzej Wojciechowski
- Jan Wojdak
- Józef Wojtasik
- Jadwiga Wojtczak-Jarosz
- Maciej Wojtyszko
- Wiesława Wolfowa
- Marie Therese Wolfs-Monfils
- Matylda Woliniewska
- Beata Wolniewicz
- Lucjan Wolniewicz
- Marian Woronin
- Ignacy Wośko
- Maria Woźniak
- Józef Wójcik
- Waldemar Wroński
- Antoni Wróbel
- Zygmunt Wydrych
- Janusz Wyrwalski
- Adam Wysocki
- Oksana Yukhymovych

## Z-Ż
- Ewa Zabielna
- Robert Zaborski
- Henryk Zabrocki
- Bolesław Zagała
- Walery Zagórski
- Irena Zając
- Teresa Zając
- Tadeusz Zaleski
- Jacek Zalewski
- Kazimiera Zapałowa
- Maria Zapaśnik-Kobierska
- Aleksander Zaranek
- Andrzej Zaremba
- Teresa Zarzecka
- Jean Zarzecki
- Daniel Zarzycki[11]
- Dorota Zawadzka
- Elżbieta Zawadzka
- Krzysztof Zbączyniak
- Bronisława Zbylut
- Eugenia Zdebska
- Tadeusz Zdybał
- Marian Zembala
- Jerzy Zgodziński
- Jerzy Zimiński
- Szczęsny Ziobrowski
- Zofia Ziomek
- Maria Ziółkowska
- Zenon Ziółkowski
- Jerzy Zitzman
- Rolf Zuckowski
- Alina Zwolska
- Maria Źrółko
- Małgorzata Żak
- Tisa Żawrocka
- Jerzy Żebrak
- Zbigniew Żmuda
- Wojciech Żukrowski
- Antoni Żychowski